# Colorista (música)
Los coloristas fueron un grupo de compositores alemanes de órgano que ornamentaban pesadamente sus obras siguiendo figuras italianas como las coloraturas y muchas más. 
Entre otros los coloristas fueron Sebastian Virdung, Arnolt Schlick, Elias Nikolaus Ammerbach, Paul Hofhaimer, Bernhard Schmid the Elder, Bernhard Schmid the Younger, Jacob Paix, Conrad Paumann y Johann Woltz. El término era originalmente despectivo usado por August Gottfried Ritter (1811–1885) que los acusaba de explotar los pasajes haciéndolos demasiado recargados pero sin ningún significado musical.
- Datos: Q873236